# Karl Kuk
Karl Kuk, född 1 december 1853 i Trieste, död 26 november 1935 i Wien, var en österrikisk militär.
Kuk blev major 1895, överste 1900, generalmajor 1907 och fältmarskalklöjtnant 1911. Under första världskriget blev han 1915 fälttygmästare och var 1916–1917 generalguvernör i den österrikisk-ungerska ockupationszonen i Polen med säte i Lublin. Kuk var verksam som militärhistorisk författare. Han skrev även ett arbete om Goethes Faust. 